# Rhytura
Rhytura är ett släkte av steklar. Rhytura ingår i familjen brokparasitsteklar.
Kladogram enligt Catalogue of Life:
| Rhytura | \| \| Rhytura europeator \| \| \| \| \| \| Rhytura pendens \| \| \| \| \| \| Rhytura sculpturata \| \| \| \| |
|         | \| \| Rhytura europeator \| \| \| \| \| \| Rhytura pendens \| \| \| \| \| \| Rhytura sculpturata \| \| \| \| |
|         | Rhytura europeator                                                                                           |
|         | |
|         | Rhytura pendens                                                                                              |
|         | |
|         | Rhytura sculpturata                                                                                          |
|         | |